# زمان (صحيفة)
زمان (بالتركية: ZAMAN)‏ هي صحيفة يومية تركية تُعتبر من أكبر وأكثر الصحف انتشاراً في تركيا. تأسست سنة 1986، وكانت أول الصحف اليومية التركية التي بدأت نشرها على الإنترنت سنة 1995. تختص الصحيفة بنشر الأخبار الوطنية، بالإضافة للأخبار الدولية والاقتصادية وأخبار منوعة أخرى. كما لدى الصحيفة العديد من كتاب الأعمدة الذين يغطون الأحداث الجارية والمقابلات، والأقسام الثقافية.
تُعرف الصحيفة بوقوفها مع حركة غولن بقيادة المعارض الإسلامي فتح الله غولن، لكنه ليس مالك الصحيفة. وللصحيفة توجهات إسلامية معتدلة محافظة.
في مساء 4 مارس 2016 اقتحمت الشرطة التركية مقر صحيفة «زمان» في إسطنبول، كما استخدمت الشرطة خراطيم المياه والغاز المسيل للدموع لتفريق المحتجين على اقتحام مقر الصحيفة. وكانت محكمة تركية قررت فرض الحراسة القضائية على الصحيفة. واتهم الرئيس رجب طيب أردوغان بممارسة ضغوط على وسائل الإعلام المعارضة.

## إصدارات بلغات غير التركية
كان لزمان نسخة باللغة الإنجليزية تسمى "Today's Zaman" اليومية ونسخة باللغة العربية باسم زمان عربي "Zaman Arabic" أون لاين ومازالت النسخة العربية تواصل النشر من خارج تركيا دون تأثر بإغلاق صحيفة زمان من قبل الحكومة التركية.
يتولى ياوز أجار Yavuz Acar رئاسة تحرير النسخة العربية من صحيفة «زمان» والتي تحمل اسم «زمان عربي» منذ عام 2016، وما زال يشغل هذا المنصب.
ياوز أجار كان يشغل رئيس تحرير القسم العربي لوكالة جيهان للأنباء في تركيا (2011 - 2014)، وعمل في النسخة العربية لصحيفة زمان التركية (2014 - 2016)، ثم أصبح رئيس التحرير، وينشر باستمرار مقالات وتقارير تحليلية.